# Arctopoa
Arctopoa là một chi thực vật có hoa trong họ Hòa thảo (Poaceae).

## Loài
Chi Arctopoa gồm các loài: